# Fjällåsen
Fjällåsen är en by, tillika järnvägsstation i Gällivare kommun i Lappland.
Fjällåsen ligger i Gällivare sockens nordöstra skogsbygd, längs malmbanan cirka 42 km söder om Kiruna och cirka 58 km norr om Gällivare. Byn har en gammal järnvägsstation och ligger söder om Kaitumälven.
Väster om Fjällåsen ligger berget Låpesjvare (560 m ö.h.). Över detta berg går en stig från Fjällåsen västerut mot Påståjaure och vidare in i Sjaunja.
Orten har förbindelse med Killingi och E45 via allmän väg, länsväg BD 833.
I maj 2016 fanns det 6 personer över 16 år registrerade i Fjällåsen.